# No Mercy (2017)
No Mercy (2017) – gala wrestlingu wyprodukowana przez federację WWE dla zawodników z brandu Raw. Odbyła się 24 września 2017 w Staples Center w Los Angeles. Emisja była przeprowadzana na żywo za pośrednictwem WWE Network oraz w systemie pay-per-view. Była to trzynasta gala w chronologii cyklu No Mercy.
Podczas gali odbyło się osiem walk, w tym jedna podczas pre-show. W walce wieczoru Brock Lesnar pokonał Brauna Strowmana i obronił WWE Universal Championship. Ponadto Roman Reigns pokonał Johna Cenę w singlowej walce, zaś Enzo Amore nieczysto pokonał Neville’a i odebrał mu WWE Cruiserweight Championship.

## Produkcja
No Mercy oferowało walki profesjonalnego wrestlingu z udziałem różnych wrestlerów należących do brandu Raw spośród istniejących oskryptowanych rywalizacji i storyline’ów. Kreowane są podczas cotygodniowych gal Raw oraz ekskluzywnej dla dywizji cruiserweight 205 Live. Wrestlerzy są przedstawieni jako heele (negatywni, źli zawodnicy i najczęściej wrogowie publiki) i face’owie (pozytywni, dobrzy i najczęściej ulubieńcy publiki), którzy rywalizują pomiędzy sobą w seriach walk mających budować napięcie. Kulminacją rywalizacji jest walka wrestlerska lub ich seria.

### Rywalizacje
Podczas gali SummerSlam, Brock Lesnar pokonał Brauna Strowmana, Romana Reignsa i Samoa Joe w fatal four-way matchu broniąc swojego WWE Universal Championship. Następnej nocy na tygodniówce Raw, Lesnar i jego adwokat Paul Heyman celebrowali zwycięstwo w ringu, jednakże przerwał im Strowman, który zaatakował Lesnara i uniósł w górę pas należący do mistrza. Tej samej nocy federacja ogłosiła, że Lesnar będzie bronił mistrzostwa w walce wieczoru gali No Mercy. W przyszłym tygodniu wystąpili Lesnar i Heyman, którzy ostrzegli Strowmana przed ich walką. Podczas odcinka z 4 września, tuż po tym jak Strowman pokonał Big Showa w steel cage matchu, zawodnik również ostrzegł swojego rywala i pokazując swoją siłę wyrzucił Showa przez ściankę stalowej klatki rozbijając strukturę. Tydzień później wywiązała się bijatyka pomiędzy Lesnarem i Strowmanem, z której zwycięsko wyszedł pretendent. Podczas emisji wywiadu z obydwoma uczestnikami walki z 18 września, Lesnar podziękował Strowmanowi za „bycie świetnym wyzwaniem dla niego”.
21 sierpnia podczas odcinka Raw pojawił się John Cena, który ze względu na status wolnego agenta mógł pojawić się na gali Raw oraz SmackDown Live. Do ringu dołączył Roman Reigns, który skonfrontował się z Ceną, jednakże po chwili dołączyli również Samoa Joe i The Miz. Walką wieczoru gali był tag-team match, w którym Cena i Reigns pokonali Miza i Joe. Tydzień później ogłoszono, że Cena i Reigns zmierzą się ze sobą na gali No Mercy. W ringu odbyło się podpisywanie kontraktu na walkę pomiędzy tą dwójką, podczas którego obaj wymieniali się swoimi argumentami twierdzącymi, że któryś z nich nie nadaje się na bycie twarzą federacji. Podczas tej samej tygodniówki wspólnie pokonali Luke’a Gallowsa i Karla Andersona. 4 września Cena pokonał Jasona Jordana, zaś po walce do ringu wkroczył Reigns, który był zdziwiony, że szesnastokrotnemu światowemu mistrzu zajęło sporo czasu na pokonanie żółtodzioba. Tydzień później Cena użył tego samego argumentu wobec Reignsa, który w długiej walce pokonał Jordana. 18 września na Raw, Reigns wygłosił wypowiedź w ringu krytykującą Cenę, który pięć lat wcześniej oskarżał The Rocka o opuszczenie WWE na rzecz Hollywood, zaś on sam podążył tą samą ścieżką kariery.
Podczas gali SummerSlam Sasha Banks pokonała Alexę Bliss i odebrała od niej WWE Raw Women’s Championship. Dobę później podczas tygodniówki Raw Bliss ogłosiła, że wykorzysta klauzulę rewanżową podczas przyszłotygodniowego epizodu dodając, że Banks ani razu nie zdołała obronić swojego mistrzostwa; ostatecznie Bliss zdołała odzyskać tytuł od Banks, lecz po walce została zaatakowana przez Nię Jax, która chciała walki o tytuł. Banks zdecydowała się wykorzystać swoją klauzulę rewanżową na galę No Mercy, jednakże generalny menadżer brandu Raw Kurt Angle ogłosił, że jeśli Jax i Emma wygrają z Banks i Bliss w tag-team matchu, one również zostaną przyłączone do walki. Tej samej nocy pojedynek wygrały Emma i Jax, wskutek czego zatwierdzono pojedynek czterech kobiet o mistrzostwo. 11 września Banks pokonała Emmę w singlowej walce, którą komentowały Bliss i Jax. 18 września Nia zmierzyła się z Alexą w singlowej walce, po której powróciła Bayley, która wspólnie z Sashą i Alexą zaatakowały Nię. Tej samej nocy Bayley została dołączona do walki kobiet na gali No Mercy.
Podczas gali SummerSlam Dean Ambrose i Seth Rollins zdobyli WWE Raw Tag Team Championship pokonując Cesaro i Sheamusa. Następnej nocy podczas tygodniówki Raw pokonali The Hardy Boyz (Jeffa i Matta Hardy’ego) w non-title matchu. 28 sierpnia Cesaro nieczysto pokonał Rollinsa w singlowej walce, zaś tej samej nocy Ambrose zdołał pokonać Sheamusa po interwencji Rollinsa. Tydzień później ogłoszono rewanż pomiędzy zespołami na galę No Mercy. 11 września miał odbyć się tag team match pomiędzy Cesaro i Sheamusem z Lukiem Gallowsem i Karlem Andersonem, lecz obydwa zespoły zaczęły bijatykę z Ambrosem i Rollisem, który mieli komentować walkę. Doszło do ośmioosobowego starcia, w którym Ambrose, Rollins i The Hardy Boyz pokonali Cesaro, Sheamusa, Gallowsa i Andersona. Tydzień później Cesaro i Sheamus wygrali z Ambrosem i Rollinsem oraz Gallowsem i Andersonem w triple threat tag team matchu.
Finn Bálor występujący jako "Demon King" zdołał pokonać Braya Wyatta podczas gali SummerSlam. Kilka tygodni później Wyatt spowodował eliminację Bálora z battle royalu o miano pretendenta do tytułu WWE Intercontinental Championship. 4 września Wyatt uargumentował swój atak na Bálorze tym, że to "Demon King" go pokonał podczas sierpniowej walki, a nie Bálor, po czym wyzwał go do walki na gali No Mercy; Bálor zaakceptował wyzwanie. 11 września tuż po tym jak Wyatt pokonał Goldusta, próbował on zetrzeć malunek z twarzy przeciwnika, lecz po chwili do ringu wkroczył Bálor. W przyszłym tygodniu Goldust występujący jako Dustin Rhodes przegrał z Wyattem w rewanżu.
Podczas pre-show gali SummerSlam Neville pokonał Akirę Tozawę i odzyskał od niego WWE Cruiserweight Championship. Dwa dni później podczas odcinka tygodniówki 205 Live Tozawa przegrał w rewanżu o mistrzostwo z Nevilem. Po walce pojawił się Enzo Amore, który został przeniesiony do dywizji cruiserweight, a następnie wymienił spojrzenia z mistrzem. 28 sierpnia podczas tygodniówki Raw Amore stoczył swoją pierwszą walkę w dywizji cruiserweight i pokonał Noama Dara, zaś dobę później podczas 205 Live wraz z Cedricem Alexandrem i Gran Metalikiem pokonali Dara, Drewa Gulaka i Tony’ego Nese’a. Tydzień później Amore pokonał The Briana Kendricka, Metalika, Alexandra i Nese’a w fatal five-way elimination matchu o miano pretendenta do tytułu Neville’a na galę No Mercy. 21 września po tym, jak Braun Strowman pobił Amore, Neville wyszedł do ringu i wykonał na rannym przeciwniku Red Arrow. Dobę później podczas 205 Live Amore wykonał Neville’owi kopnięcie w krocze.
18 września podczas odcinka Raw Intercontinental Champion The Miz przerwał generalnemu menadżerowi Kurtowi Angle’owi wypowiedź, w której promował dwie najważniejsze walki. Miz stwierdził, że ponownie nie wyznaczono mu walki na gali pay-per-view. Angle zapowiedział czteroosobową walkę pomiędzy Jeffem Hardym, Mattem Hardym, Eliasem i (scenariuszowym) synem Jasonem Jordanem o miano pretendenta do tytułu Miza na gali No Mercy. Miz skrytykował udział Jordana jako „pójście na łatwiznę ze względu na więzy rodzinne” i wymusił dodanie do walki The Miztourage (Bo Dallasa i Curtisa Axela). Pojedynek wygrał Jordan, lecz po walce został zaatakowany przez Miza, Dallasa i Axela.
22 września zapowiedziano pojedynek Apollo Crewsa z Eliasem mający miejsce podczas pre-show.

## Wyniki walk
| Nr                                                                   | Wyniki                                                               | Stypulacje                                        | Czas  |
| -------------------------------------------------------------------- | -------------------------------------------------------------------- | ------------------------------------------------- | ----- |
| 1P                                                                   | Elias pokonał Apollo Crewsa (z Titusem O’Neilem)                     | Singles match                                     | 8:35  |
| 2                                                                    | The Miz (c) (z Bo Dallasem i Curtisem Axelem) pokonał Jasona Jordana | Singles match o WWE Intercontinental Championship | 10:15 |
| 3                                                                    | Finn Bálor pokonał Braya Wyatta                                      | Singles match                                     | 11:35 |
| 4                                                                    | Dean Ambrose i Seth Rollins (c) pokonali Cesaro i Sheamusa           | Tag team match o WWE Raw Tag Team Championship    | 15:55 |
| 5                                                                    | Alexa Bliss (c) pokonała Bayley, Emmę, Nię Jax i Sashę Banks         | Fatal 5-Way match o WWE Raw Women’s Championship  | 9:40  |
| 6                                                                    | Roman Reigns pokonał Johna Cenę                                      | Singles match                                     | 22:05 |
| 7                                                                    | Enzo Amore pokonał Neville’a (c)                                     | Singles match o WWE Cruiserweight Championship    | 10:40 |
| 8                                                                    | Brock Lesnar (c) (z Paulem Heymanem) pokonał Brauna Strowmana        | Singles match o WWE Universal Championship        | 9:00  |
| (c) – mistrz/mistrzyni przed walkąP – walka miała miejsce w pre-show |                                                                      |                                                   |       |